# Velay

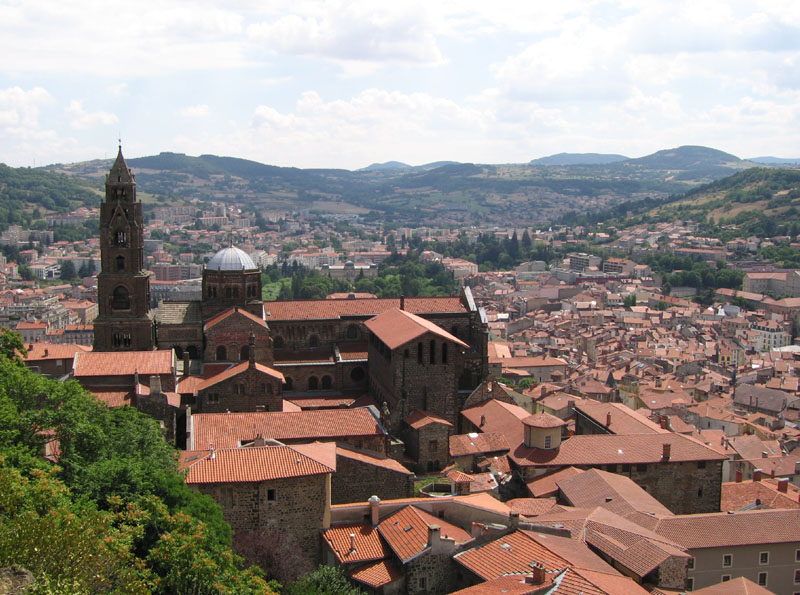
Catedral de Notre-Dame de Puy-en-Velay, vista desde el sur

Velay (en occitano: Velai) es una región natural y antigua provincia francesa situada en el Macizo Central. País de cultura occitana, Velay perteneció, durante mucho tiempo, a la provincia del Languedoc.
Terminada la Revolución francesa, pasó a formar parte del departamento de Alto Loira.

## Geografía
Velay está situado en el sudeste del Macizo Central, entre el valle del río Allier, al oeste, y las inmediaciones de la orilla derecha del Ródano al Este. Es una región semimontañosa cuyo pico más alto, el Mont Mézene, alcanza los 1754 m.
El relieve de Velay se articula en torno al macizo de Meygal que constituye el centro del país.
- Al este y nordeste, la meseta granítica de Tence
- Al sur, la meseta basáltica de Mézene
- Al oeste y sudoeste, la cuenca de Le Puy-en-Velay y la meseta volcánica de Velay
- Al norte, la meseta granítica de Craponne-sur-Arzon

El relieve de la meseta se ve interrumpido por profundos valles, especialmente el valle del Loira (en occitano: Léger o Leire) o el de Lignon vellave.

## Cultura
Velay es una región en la que, tanto la cultura como la lengua occitana se hallan profundamente arraigadas. La identidad vellave se basa en el substrato de dos tradiciones culturales provenientes, tanto de una parte, como de la otra, del macizo de Maygal.

## Historia
Antes de la colonización romana, el Velay, era el país de los galos vellavi, un pueblo arverno de origen ligur que dejó gran impronta en la estructura y la cohesión del país.
Durante la conquista romana, la capital administrativa fue, durante un tiempo, Roession (Ruessium) ("bien situada"), llamada hoy día Saint-Paulien, pero es en torno a Le Puy-en-Velay donde se articula el país vellave.
Tras su integración al reino de Francia, Velay fue anexado a la provincia del Languedoc y a la senescalía de Beaucaire. El país participaba en las asambleas del Languedoc, pero en sus cuestiones internas estaba regido por una asamblea elegida anualmente: los Estados de Velay. La vida política de Velay estaba constantemente convulsionada por las luchas por el poder entabladas entre el obispado y la nobleza.
El período de las guerras de religión fue particularmente duro y violento. La ciudad del Puy-en-Velay, permaneció afecta al campo católico, mientras que las tierras aledañas se adhirieron a la Reforma.
En términos generales, la Revolución francesa no fue bien aceptada por la población vellave que permaneció fiel a sus valores religiosos. La población se mostró, durante mucho tiempo, opuesta a la República.